# Аллаго
Аллаго (чечен. Малхиста и Маиста) — административный район в составе Тионетского уезда, Тифлисской губернии Российской империи. Административный центр — аул Бенесты..

## География

### Географическое положение
Район Аллаго занимал северную часть Тионетского уезда, в основном горные хребты и возвышенности в бассейне рек Аргун, Маистихи, Андака, Гешичу, Бастыхи, Мешехи.

### Рельеф
Всё пространство района было занято горами и возвышенностями, самая нижняя часть — ущелье реки Аргун в центре. Самая высокая точка — гора Тебулосмта.

## История
С покорением восточного Кавказа, общества Михтойское (оно же Махлинское) и Маитское присоединены к Тионетскому округу а в 1927 году район Аллаго (Малхиста и Майста) был передан Чеченской Автономной области. Аллаго это историческая родина малхастинцев, одного из высокогорных чеченских обществ, которое в силу своей отдаленности и изолированности от всех других обществ сохраняет свой особый диалект чеченского языка, фамилии тоже отличаются от фамилий других чеченцев. В наше время в Аллаго почти не осталось чеченцев, им туда запретили селиться после восстановления ЧИАССР в 1956 году. В наше время Аллаго входит в пограничную зону, и там без особого разрешения нельзя находиться.